# Дебра Гинсбърг
Дебра Гинсбърг (на английски: Debra Ginsberg) е американска писателка на бестселъри в жанра трилър, чиклит, любовен роман и документалистика.

## Биография и творчество
Дебра Мишел Гинсбърг е родена на 15 юни 1962 г. в Лондон, Англия. Има 2 сестри и брат. Семейството ѝ често се мести между Европа, Америка и Южна Африка, а през 70-те се заселва в Портланд, Орегон. Тя завършва гимназия и колежа „Рийд“ в Портланд с бакалавърска степен по английски език.
От 16-годишна работи в ресторанта на баща си. В продължение на 20 г., за да се издържа, работи в различни ресторанти – от заведения за бързо хранене до 5-звездни ресторанти. Мечтае още от колежа да е писателка и опитва да пише в свободното си време.
Първата ѝ документална книга „Waiting: The True Confessions of a Waitress“ се основава на дългогодишния ѝ опит като сервитьорка. Книгата става бестселър. След нея тя напуска работата си и се посвещава на писателската си кариера. Следващите две биографични книги, за живота и борбата ѝ като майка, и за отношенията в многолюдното ѝ семейство, също допринасят за утвърждаването ѝ като писател.
Първият ѝ роман „Blind Submission“ е издаден през 2006 г., а следващият „Порок“, от 2008 г., става бестселър, спечелвайки признанието на критиката. Произведенията на писателката са преведени на 14 езика по света.
Освен като писател тя работи като редактор на книги, пише рецензии за „Сан Диего Трибюн“ и „Вашингтон Поуст“, а от 2007 г. е рецензент за „Срок на информираност“ и коментатор за Националното радио.
Дебра Гинсбърг живее със семейството си в Сан Диего, Южна Калифорния.

## Произведения

### Самостоятелни романи
- Blind Submission (2006)
- The Grift (2008)
Порок, изд.: „Ергон“, София (2011), прев. Надежда Розова
- The Neighbors Are Watching (2010)
- What the Heart Remembers (2012)

### Документалистика
- Waiting: The True Confessions of a Waitress (2000)
- Raising Blaze: Bringing Up an Extraordinary Son in an Ordinary World (2002)
- About My Sisters (2004)